# Ramón Valladares y Saavedra
Ramón (de) Valladares y Saavedra (Algeciras, 1824-Génova, 1901) fue un diplomático, abogado, funcionario, traductor y dramaturgo español.

## Biografía
Nació el 9 de septiembre de 1824 en Algeciras. Cónsul general, dio al teatro algunas obras dramáticas, además de dirigir en Madrid el periódico literario El Siglo XIX. Tradujo obras de teatro del francés. Además de cónsul en Nápoles, fue oficial de la Dirección general de contribuciones, abogado y catedrático de literatura en la Academia Real de música y declamación. Falleció el 10 de octubre de 1901 en Génova.

## Obras
Entre sus obras se contaron títulos como:
- Nociones sobre la Historia del teatro español.[3]
- Catecismo histórico y dogmático.[3]
- Sobre la proscripción de la pena de muerte por delitos políticos.[3]
- Leyendas populares en prosa y verso.[3]
- Échala de confiado. Comedia en verso.[3]
- La reina Sibila.[3]
- Perder el tiempo.[3]
- El Alma en pena.[3]
- Para un traidor un leal. Drama.[3]
- Juicios de Dios.[3]
- El espejo del favor.[3]
- El amor á prueba.[3]
- El corazón de un padre.[3]
- Martín el Guarda-costas.[3]
- Una base constitucional.[3]
- Gonzalo el Bastardo.[3]
- La Independencia española.[3]